# Convergence démocratique Bokk Gis Gis
La Convergence démocratique Bokk Gis Gis (BGG) est un parti politique sénégalais, fondé en novembre 2012,  issu de la coalition Bokk Gis Gis présente aux élections législatives sénégalaises de 2012, formée autour de personnalités ayant quitté le Parti démocratique sénégalais (PDS), d’Abdoulaye Wade. 

## Histoire
La réunion du collège des membres fondateurs aux allures de congrès se déroule au siège du parti avenue Cheikh Anta Diop à Dakar le 22 novembre 2012. L’assemblée se prononce aussitôt pour la candidature de  Pape Diop, ancien maire de Dakar, à la présidence du parti. 
Lors des élections législatives sénégalaises de 2017, le parti rejoint la coalition gagnante Wattu Sénégal. BGG obtient un député, le siège de Papa Diop investit sur la liste nationale Wattu Sénégal.  

## Orientation
Bokk Gis Gis (en français : Même vision) se définit comme une convergence libérale et démocratique.